# Cirsium coahuilense
Cirsium coahuilense là một loài thực vật có hoa trong họ Cúc. Loài này được G.B.Ownbey & Pinkava mô tả khoa học đầu tiên.